# Analapatsy
Analapatsy est une commune rurale malgache située dans la partie sud-est de la région d'Anosy.